# Visitazione di Carmignano

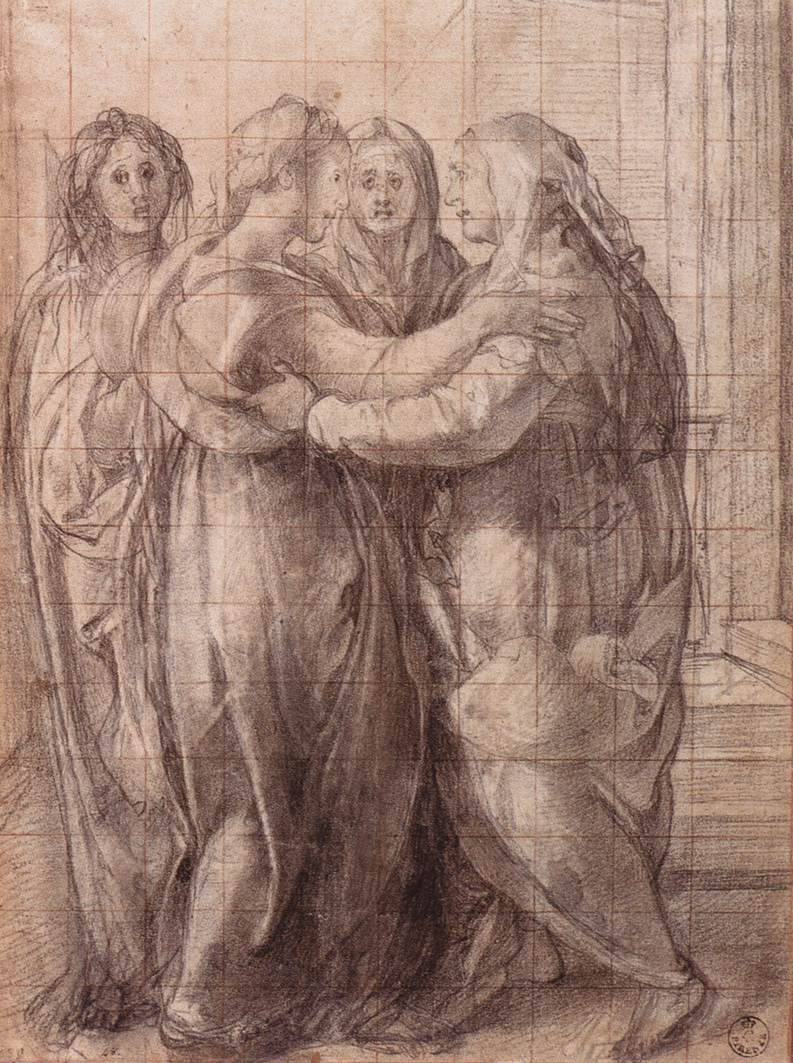
Disegno preparatorio, Gabinetto dei Disegni e delle Stampe, n. 461 F

La Visitazione è un dipinto a olio su tavola (202x156 cm) di Pontormo, databile al 1528-1530 circa e conservato nella propositura dei Santi Michele e Francesco a Carmignano, in provincia di Prato.

## Storia
L'opera, non citata da Vasari, viene di solito attribuita agli anni immediatamente successivi alla Cappella Capponi, per la stessa componente innovativa. L'opera, collocata sull'altare della famiglia Pinadori, si trova da secoli nella chiesa di Carmignano.
Esiste un disegno preparatorio al Gabinetto dei Disegni e delle Stampe degli Uffizi, quadrettato per essere riportato sulla preparazione della tavola.
Fu fonte di ispirazione per Bill Viola nel video The Greeting (1995), che all'epoca venne anche presentato temporaneamente in una sala vicina alla chiesa.

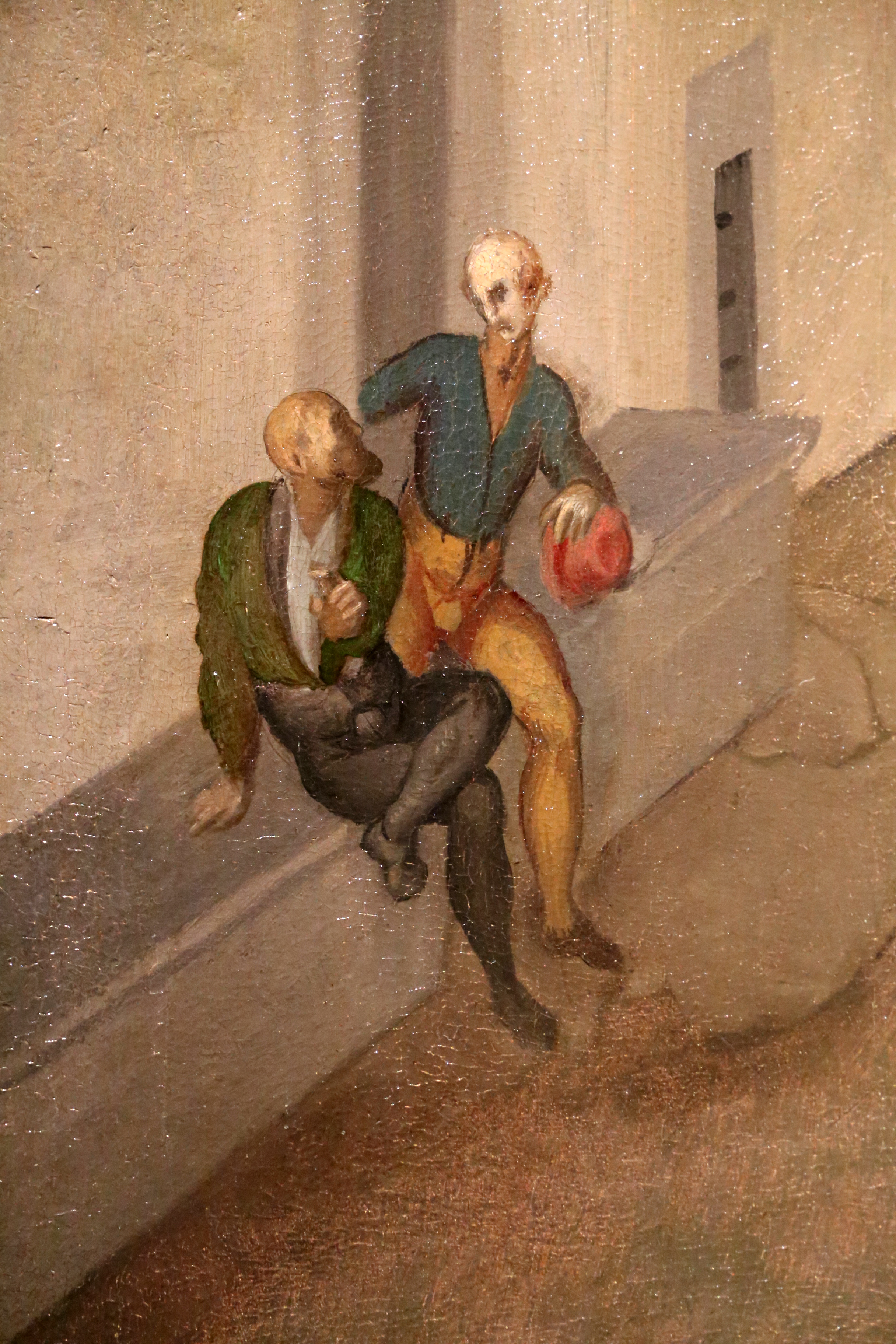
Particolare delle due figure nello sfondo

L'opera è stata esposta alle mostre Pontormo e Rosso Fiorentino. Divergenti vie della maniera e Bill Viola. Rinascimento elettronico, svoltesi a Palazzo Strozzi a Firenze rispettivamente nel 2014 e nel 2017.

## Descrizione e stile
In una scura via cittadina, dove si riconoscono alcuni scarni edifici non in scala con la rappresentazione in primo piano (almeno per la metà sinistra), è ambientata la Visitazione di Maria a sant'Elisabetta, con le due donne che si scambiano un abbraccio e un intensissimo sguardo alla presenza di due spettatrici dietro di esse. Una di queste è un’anziana che guarda diretta negli occhi dello spettatore, come fa anche la seconda, più giovane e a sinistra, ma con uno sguardo più vacuo. Le donne formano quindi i quattro pilastri di una sorta di parallelepipedo, illuminate con forza (a differenza dello sfondo) e ammantate di vesti dai colori estremamente intensi e corposi: verdi petrolio, rosa e arancione. Originalissimo è l'intreccio di membra e di stoffe, lungo linee arcuate di grande eleganza, e amplificate nei volumi.
Curati sono gli effetti di contrapposto e rimandi, come tra le teste, ora di profilo, ora frontali, delle coppie di donne in profondità (giovane-giovane e vecchia-vecchia, quasi uno sdoppiamento). Al movimento delle donne in primo piano fa da contrasto l'immobilità e la rigida frontalità di quelle in secondo piano, prive di una qualsiasi partecipazione emotiva all'evento, ma capaci di rendere l'atmosfera sospesa e malinconica, altamente spirituale. 
Rispetto al bozzetto le figure appaiono più serrate al centro, con panneggi più ampi, che danno al gruppo una straordinaria compattezza. 
La composizione "a rombo" si ispirò all'incisione di Dürer delle Quattro streghe (1497). Nello sfondo a sinistra del dipinto, Pontormo raffigurò due misteriosi personaggi di cui si è tentata un'identificazione con San Giuseppe e Zaccaria.

## Galleria d'immagini

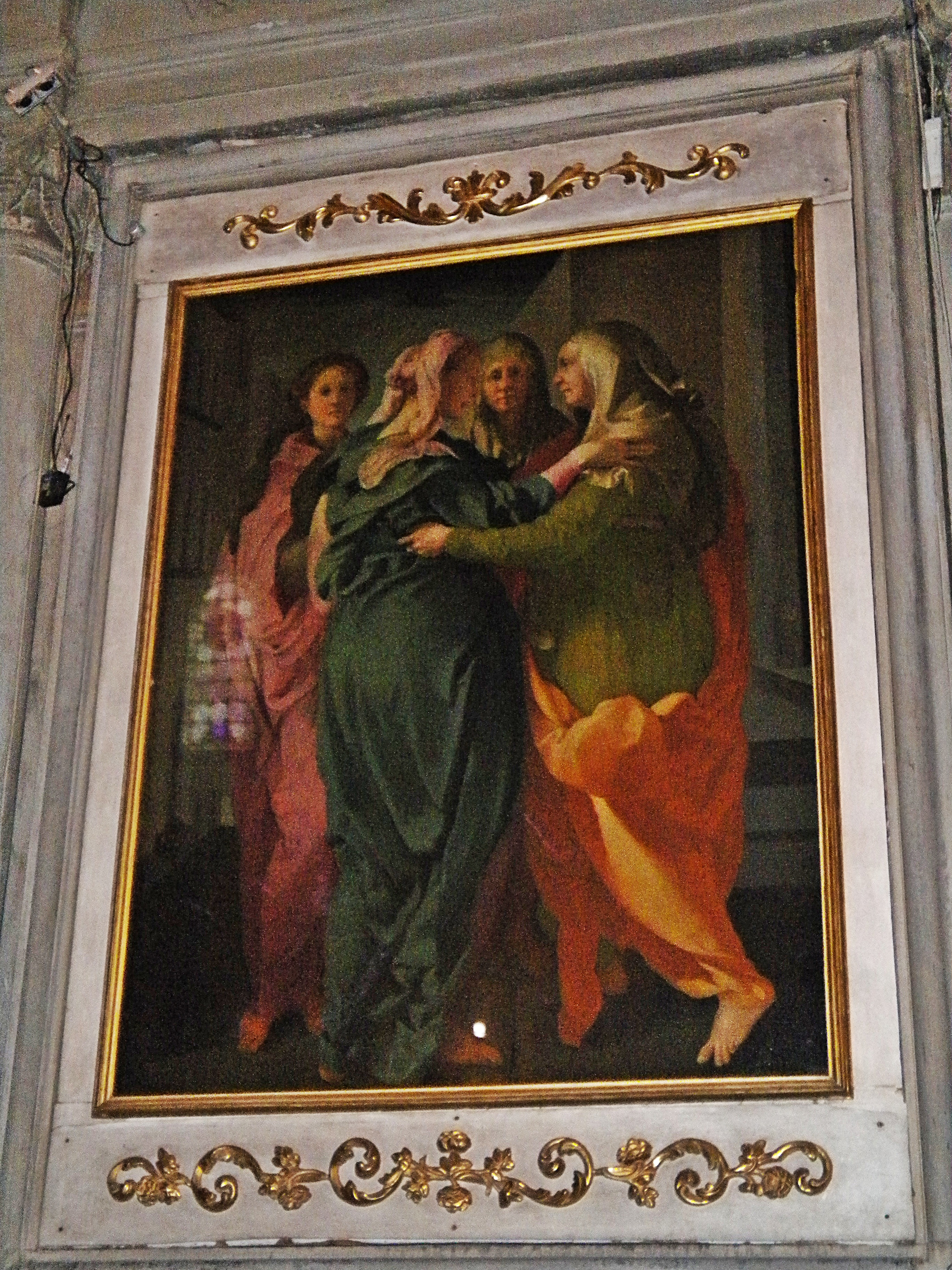
La pala nella chiesa
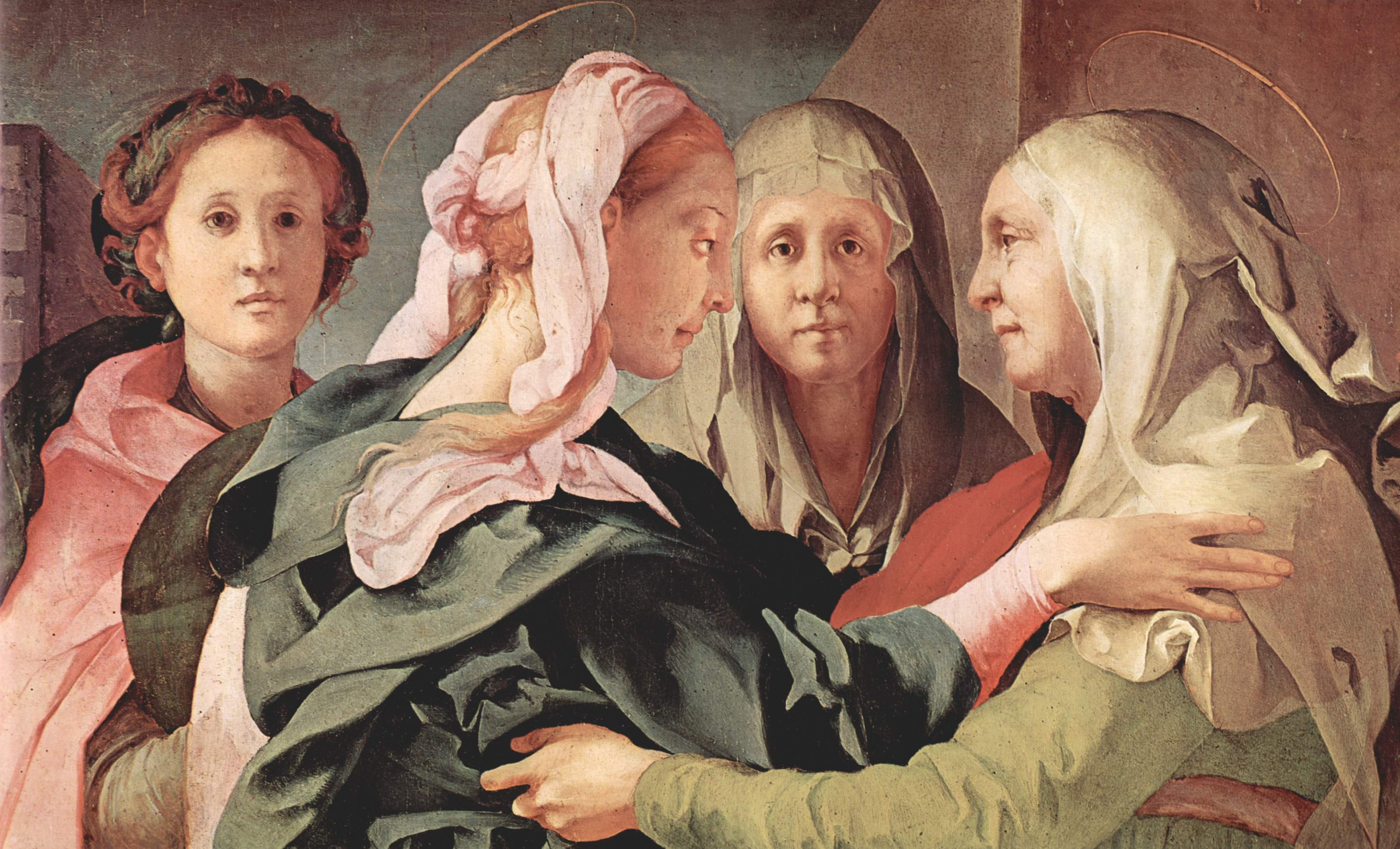
Dettaglio
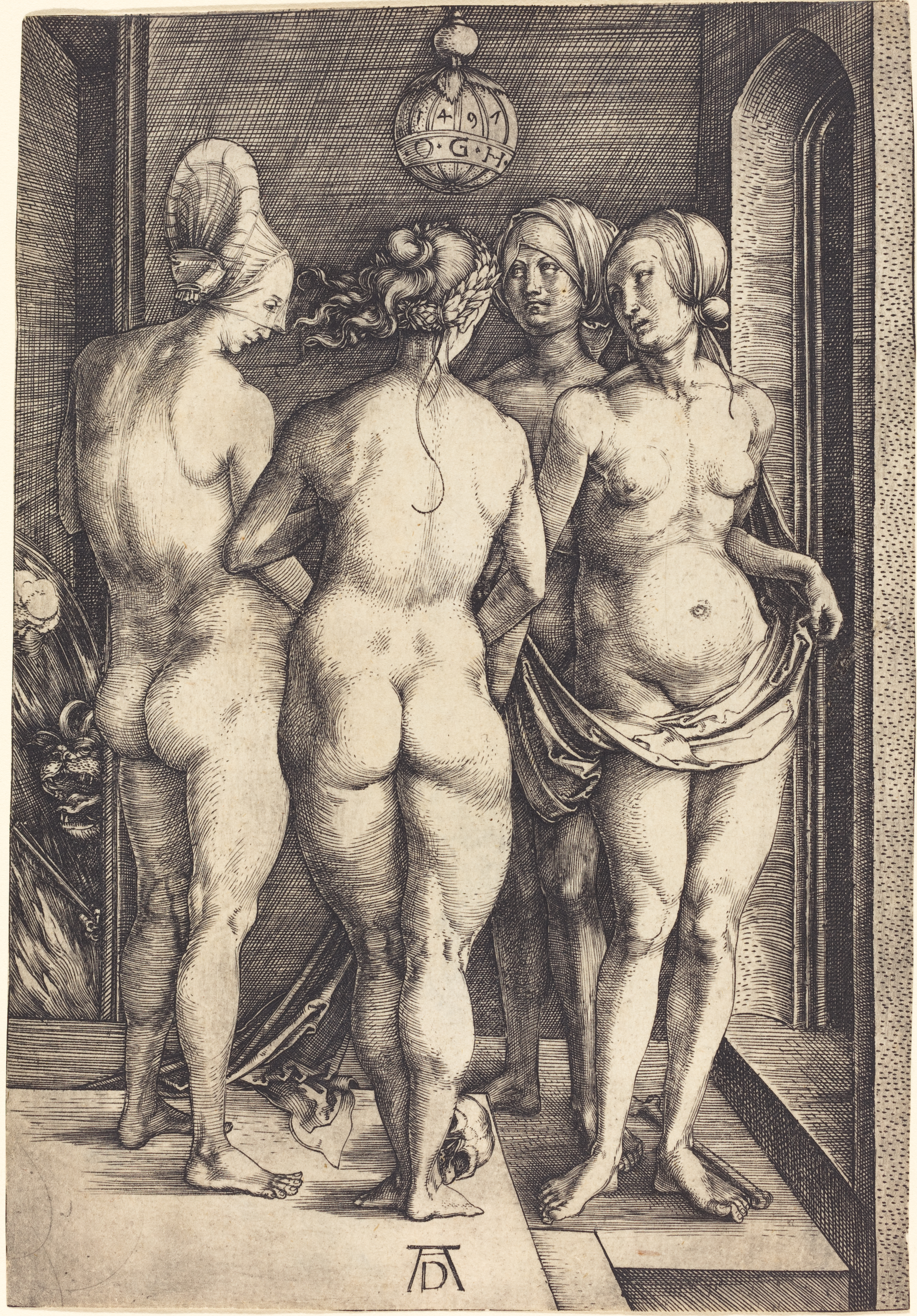
Albrecht Dürer, le Quattro streghe
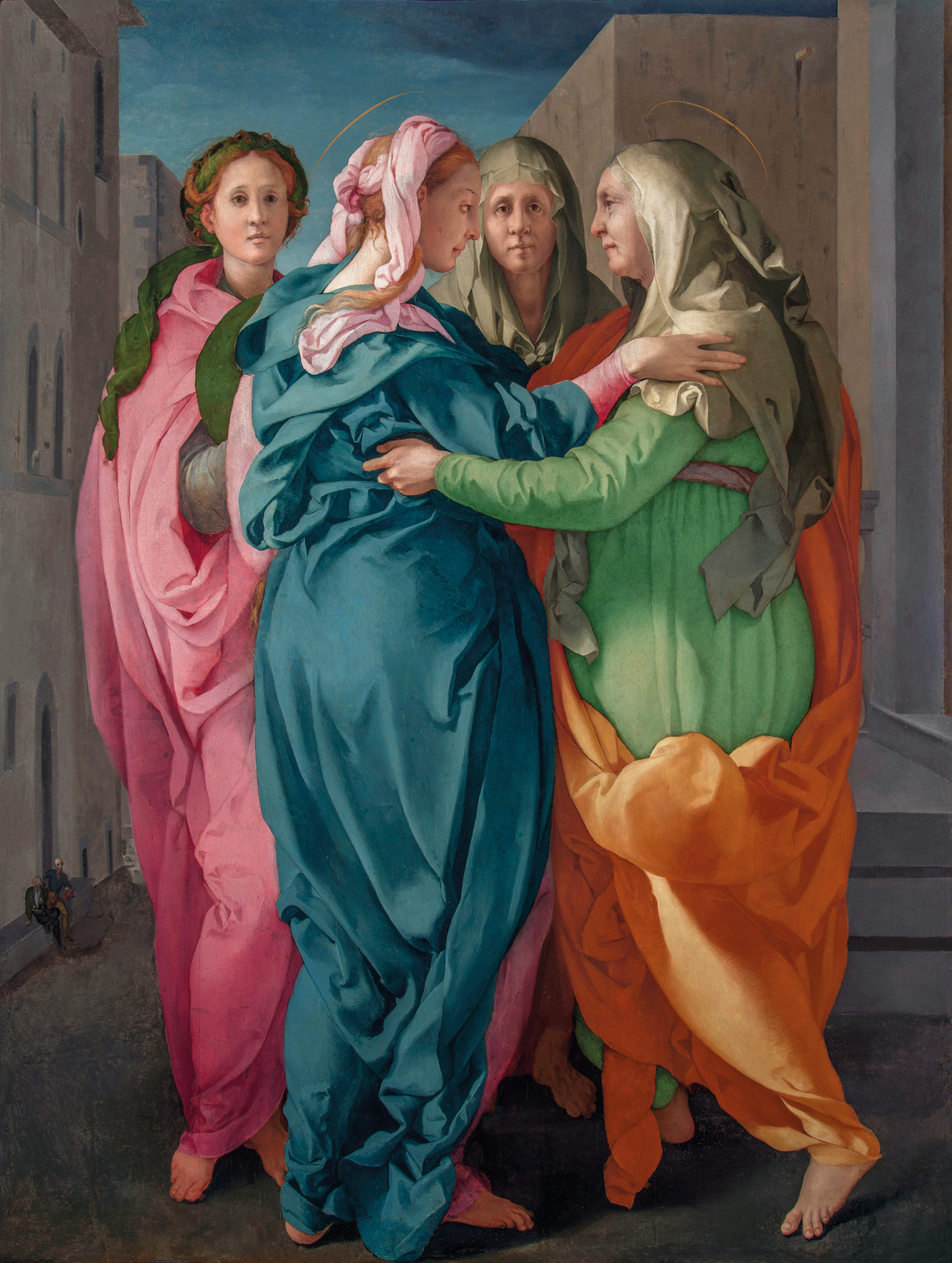